# Watch Dogs 2
Watch Dogs 2 (estilizado como WATCH_DOGS 2) é um jogo eletrônico desenvolvido pela Ubisoft Montreal que sucede o popular Watch Dogs, de 2014. Lançado em 15 de novembro de 2016 para videogames e no dia 29 do mesmo mês para computadores, também recebeu uma versão para o Stadia em 09 de dezembro de 2020, a continuação se passa no mesmo universo fictício de seu antecessor, mas agora explorando o personagem Marcus Holloway como protagonista e ambientado na região da baia de São Francisco e a região do Vale do Silício, lar de empresas como Invite (Facebook) e Nudle (Google) continuando assim a contar sua história sobre vida digital, excesso de compartilhamento de dados pessoais e espionagem estabelecida no primeiro jogo da franquia.

## Enredo
Watch_Dogs 2 é ambientado na baía de São Francisco e se desenrola sob a pele de Marcus Holloway, um hacker que foi vítima dos algoritmos de previsão de crime do ctOS 2.0 e acusado injustamente de um delito que não cometeu. Agora, ele pretende desligar o sistema de uma vez por todas, e para isso deverá usar todo o seu conhecimento para invadir tanto a rede que controla a infraestrutura da cidade quanto os dispositivos de seus moradores, permitindo que ele tenha total poder sobre drones, carros, portas, câmeras de segurança e outros recursos. Durante a trama, Marcus passa a integrar o grupo coletivista de hackers DedSec.

## Jogabilidade
Watch Dogs 2 é um jogo de mundo aberto, e através do personagem Marcus Holloway, dá ao jogador a possibilidade de hackear e controlar quase tudo que se conecte com a internet, desde celulares até satélites. O sistema de jogo é livre, muito embora haja missões pré definidas e outras que o jogador pode achar pelo caminho, ao explorar o mundo. O jogo dá liberdade total ao jogador para avançar pelo game tanto de forma furtiva quanto usando todos os tipos de armas letais contra qualquer um que se colocar no seu caminho. O personagem também pode correr sobre telhados, invadir sistemas vitais, controlar satélites, interferir em perseguições de carro, espionar dispositivos móveis e realizar diversas outras ações. Toda atividade realizada contará para o progresso do jogo, e adicionará pontos de experiência, os quais poderão ser utilizados para melhorar habilidades específicas do personagem, e até mesmo ações consideradas pequenas podem se mostrar úteis para que o protagonista consiga concluir seu objetivo.

## Desenvolvimento
Em junho de 2014, o primeiro Watch Dogs já tinha 8 milhões de copias enviadas ao mercado, e com o sucesso do jogo, que vendeu 4 milhões apenas na primeira semana, o CEO da Ubisoft Yves Guillemot deu o primeiro sinal de que haveria uma sequência para o jogo: "Agora Watch Dogs se estabelece como uma grande marca e poderemos expandi-la nos próximos anos".
Em abril de 2015, o site Videogamer encontrou o jogo Watch Dogs 2 no currículo de Julien Risse no LinkedIn, tirando uma screenshot da página e publicando-a. Risse, que trabalhava na filial de Paris do estúdio da Ubisoft, listou em sua conta trabalhos como programador sênior do gameplay de Watch Dogs 2, ainda não anunciado na época, bem como o game original, lançado no ano de 2014, além da DLC "Bad Blood".
Em fevereiro de 2016, a Ubisoft informou em seu relatório fiscal que o próximo Watch Dogs seria lançado até o fim do próximo ano fiscal da empresa, que se encerra em 30 de abril de 2017.
Em março, Roy Taylor, um dos responsáveis da empresa AMD, divulgou em seu twitter que Watch Dogs 2 seria "altamente otimizado" para as placas de vídeo de sua empresa e que o jogo usufruirá plenamente do DirectX 12 e funcionará melhor com GPUs da marca.
Em maio, o usuário do instagram thekingcort, que é um artista performático, postou uma imagem do suposto novo protagonista da sequência de Watch Dogs com a legenda: "Foi muito legal fazer a captura de movimentos do personagem principal de um jogo de video game" e finalizou a publicação com varias hashtags, entre elas: "#WatchDogs2". O personagem da imagem tinha um visual semelhante ao de Aiden Pierce, protagonista do primeiro jogo, com boné, máscara, pistola em uma das mãos, celular na outra. No entanto, a imagem não parece ser a de Aiden, mas sim de um possível novo protagonista. O usuário tornou sua conta privada após a publicação, mas não impediu que sites conseguissem screenshot da publicação. No dia 13, o CEO da Ubisoft disse que Watch Dogs 2 teria um "tom diferente" durante uma reunião com investidores porém não especificou que tipo de diferenças o jogo teria do seu anterior.
Em 1° de junho, o youtuber TheRadBrad, publicou em seu twitter um agradecimento a Ubisoft por ter recebido um item promocional de Watch Dogs 2, um óculos Ray-Ban, inspirado no jogo. Na imagem publicada foi possível ver uma logo do jogo. No dia seguinte, A Ubisoft revelou via comunicado que apresentará Watch Dogs 2 na E3 2016 Até aquele momento, o estúdio não havia confirmado a existência do jogo oficialmente, mesmo que diversos vazamentos tenham concretizado tal fato muito antes da hora. No dia 6, Watch Dogs 2 ganhou um novo teaser que mostra um misterioso personagem utilizando seu celular, cuja tela mostra linhas de programação, para hackear painéis. Mostrando que o novo jogo manterá a premissa do primeiro. O personagem que aparece no video possivelmente é o novo protagonista do jogo. Junto com o teaser, a ubisoft atualizou o site oficial da serie, contando apenas com um cronometro vai encerrar no dia 8, quando provavelmente a empresa vai divulgar informações detalhadas sobre o jogo. No dia 7, o site IGN acabou divulgando um banner mas acabou retirando do ar rapidamente, neste banner foi possível ver o mesmo personagem divulgado thekingcort no instagram em maio, a famosa Ponte Golden Gate ao fundo e a provável data de lançamento 15 de novembro de 2016. O site Kotaku afirmou que o jogo se passará em São Francisco e que o nome do no protagonista é Marcus. Porém ainda não se sabe se ele novo protagonista terá alguma ligação com Aiden Pearce, já que a historia de Aiden se passou em Chicago no primeiro jogo. No dia 8, Watch Dogs 2 foi anunciado oficialmente através de um vídeoconferencia, vários detalhes do jogo foram revelados como o protagonista Marcus Holloway, enredo, cenário e jogabilidade e também a data de lançamento marcada para 15 de novembro de 2016, a pre-venda do jogo também foi disponibilizada. O primeiro trailer oficial do jogo e capa oficial do jogo também foram reveladas nessa conferencia Foi anunciado que a versão brasileira do jogo chegará 100% em português.